# -gate
El sufijo -gate, procedente del idioma inglés y pronunciado «gueit», se utiliza como parte de la denominación de escándalos famosos.

## Historia
Deriva del escándalo Watergate, que fue de gran magnitud; su consecuencia fue la renuncia del presidente estadounidense Richard Nixon.
El primer escándalo en apelar a este juego de palabras fue el "Winegate" francés, aprovechando la similitud en inglés entre "wine" (vino) y "water" de Watergate. El uso se cimentó luego con el Koreagate. Otro sonado caso fue el Irangate.
Este uso proviene del idioma inglés, pero fue adoptado igualmente por la prensa en idioma español. Por ejemplo, se puede citar al Yomagate y el Boudougate en Argentina, Ferrerasgate en España, Petrogate y Vacunagate en el Perú, Pemexgate en México, Milicogate en Chile o Valijagate en Venezuela. El uso del mismo estuvo más extendido en tiempos recientes con el caso Cablegate de Wikileaks.
La reunión el 20 de enero de 2020 entre el ministro de transportes de España José Luis Ábalos y la vicepresidenta de Venezuela Delcy Rodríguez en el aeropuerto de Barajas de Madrid, y su posterior controversia, ha sido conocido como Delcygate.